# Thomas Sydenham
Pour les articles homonymes, voir Sydenham.
Thomas Sydenham (10 septembre 1624 - 29 décembre 1689), est un médecin anglais.

## Biographie

### Formation
Il est né à Wynford Eagle dans le Dorset où son père possédait un domaine.
À l'âge de dix-huit ans, Sydenham est entré au Magdalen College à Oxford. Très rapidement, il semble avoir interrompu ses études au collège et il a servi un temps comme officier dans l'armée du parlement au cours de la Première Révolution anglaise. Il a terminé ses études à Oxford en 1648 et obtenu son diplôme de bachelier en médecine et, à peu près en même temps, a été élu membre du All Souls College. Il lui a fallu attendre près de trente ans de plus pour obtenir le diplôme de Docteur en médecine en 1676, non pas à Oxford, mais au Pembroke College de Cambridge, où son fils aîné était alors étudiant.
Après 1648, il semble qu’il ait passé quelque temps à étudier la médecine à Oxford, mais il reprend bientôt le service armé et en 1654, il reçoit une somme de 600 livres à la suite d'une requête adressée à Oliver Cromwell, soulignant les arriérés dus à ses deux frères tués au combat et rappelant à Cromwell qu’il avait lui-même fidèlement servi le Parlement et versé également son sang.
En 1655, il quitte ses compagnons d’études à All Souls, se marie et part étudier la médecine à Montpellier. En 1663 il passe les examens du Collège des médecins pour obtenir le permis d'exercer à Westminster  et dans un rayon de 6 milles à la ronde, mais il est probable qu'à ce moment il résidait déjà à Londres  depuis quelque temps. Cette qualification minimale et indispensable à la pratique de la médecine est le seul lien qui s’établira entre Sydenham et le Collège des médecins pendant toute la durée de sa carrière.
Il semble avoir suscité la méfiance de certains membres de la faculté parce qu'il était trop novateur. Dans une lettre à Jean Mapletoft, il fait référence à un groupe de détracteurs qui vitio statim vertunt si quis novi aliquid, ab illis non prius dictum vel etiam inauditum, in medium proferat  (qui se détournent brusquement si quelque chose est nouveau ou si quelqu’un doit divulguer quelque chose qui n'avait pas déjà été dit ou entendu ) et, dans une lettre à Robert Boyle, écrite un an avant sa mort (et c’est le seul exemplaire authentique d’un texte écrit de sa main en anglais encore disponible), il explique J'ai le bonheur de guérir mes patients, du moins, d’avoir peu d’erreurs à me reprocher, mais [je] ne peux me vanter d’échanger une correspondance suivie avec d'autres professeurs de la faculté .... Bien que je sois pris par mes tentatives de réduire ma pratique à une plus grande simplicité, et d’en laisser au passage une partie à Charing Cross, je constate qu’ils se contredisent eux-mêmes, et voudraient que le monde croie que je peux leur prouver davantage de choses qu’ils ne pourraient le faire à mon égard. 
Sydenham s’est attiré l'amitié chaleureuse de certains des hommes les plus  importants de son époque, tels que Boyle et John Locke.

## Travaux et découvertes

### Travaux publiés
Son premier livre, Methodus Febres curandi (Méthode pour traiter les fièvres), a été publié en 1666, une deuxième édition en 1668, avec un chapitre supplémentaire sur la peste bubonique et une troisième édition en 1676, augmentée des titres les plus connus Observationes medicae (Les observations en médecine). Sa dernière publication date de 1680 sous forme de deux Epistolae responsoriae (lettres & Réponses), l'une sur les épidémies, adressée à Robert Brady, professeur de physique à Cambridge et les autres On the Lues venerea (Les [Maladies vénériennes]) à Henry Paman, lecteur à Cambridge et professeur de physique au Gresham College  de Londres.
En 1682 il a publié une autre Dissertatio epistolaris (Dissertation sur les lettres) sur le traitement de la  Variole  confluente et sur l'hystérie, adressée à M. William Cole de Worcester. Le Tractatus de podagra et hydrope (La prise en charge  de l’arthrite et de l’hydropisie) est sorti en 1683 et la Schedula monitoria de novae febris ingressu ( La nomenclature des symptômes des nouvelles fièvres émergentes) en 1686. Son dernier travail, Processus intégri (Le processus de guérison) est une esquisse des grandes lignes de la Pathologie  et de la pratique médicale; vingt exemplaires ont été imprimés en 1692 et sous forme de recueil, il a été réédité, à la fois en Angleterre et dans d'autres pays, encore plus souvent que tout autre de ses écrits pris séparément. Un fragment sur la consomption pulmonaire a été trouvé parmi ses papiers. L’ensemble de ses écrits occupe près de 600 pages en latin, si bien que l’on se demande encore si la langue dans laquelle ils avaient été initialement rédigés était ou non l’anglais.

### Une glorieuse postérité: l'Hippocrate anglais

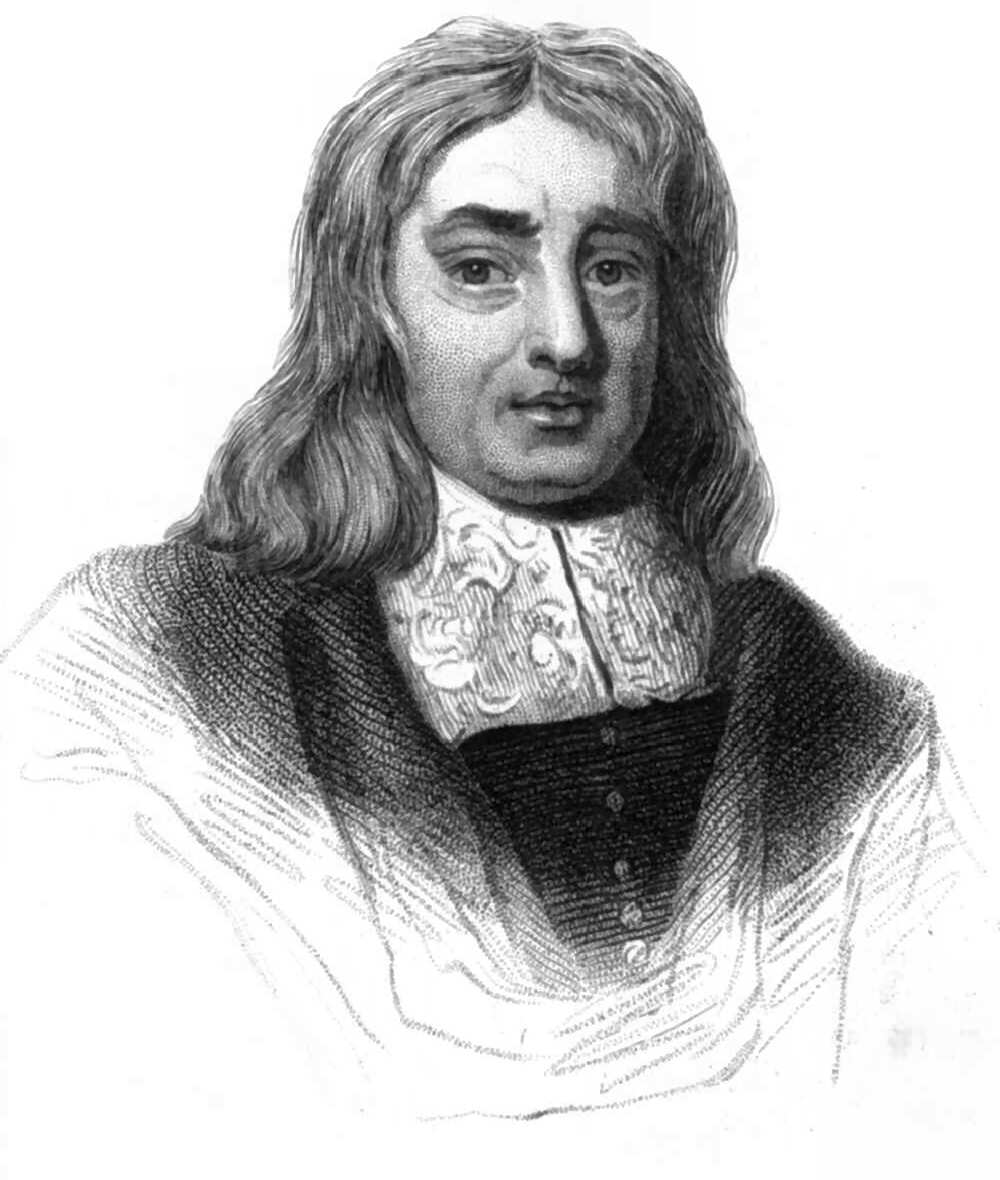
Thomas Sydenham

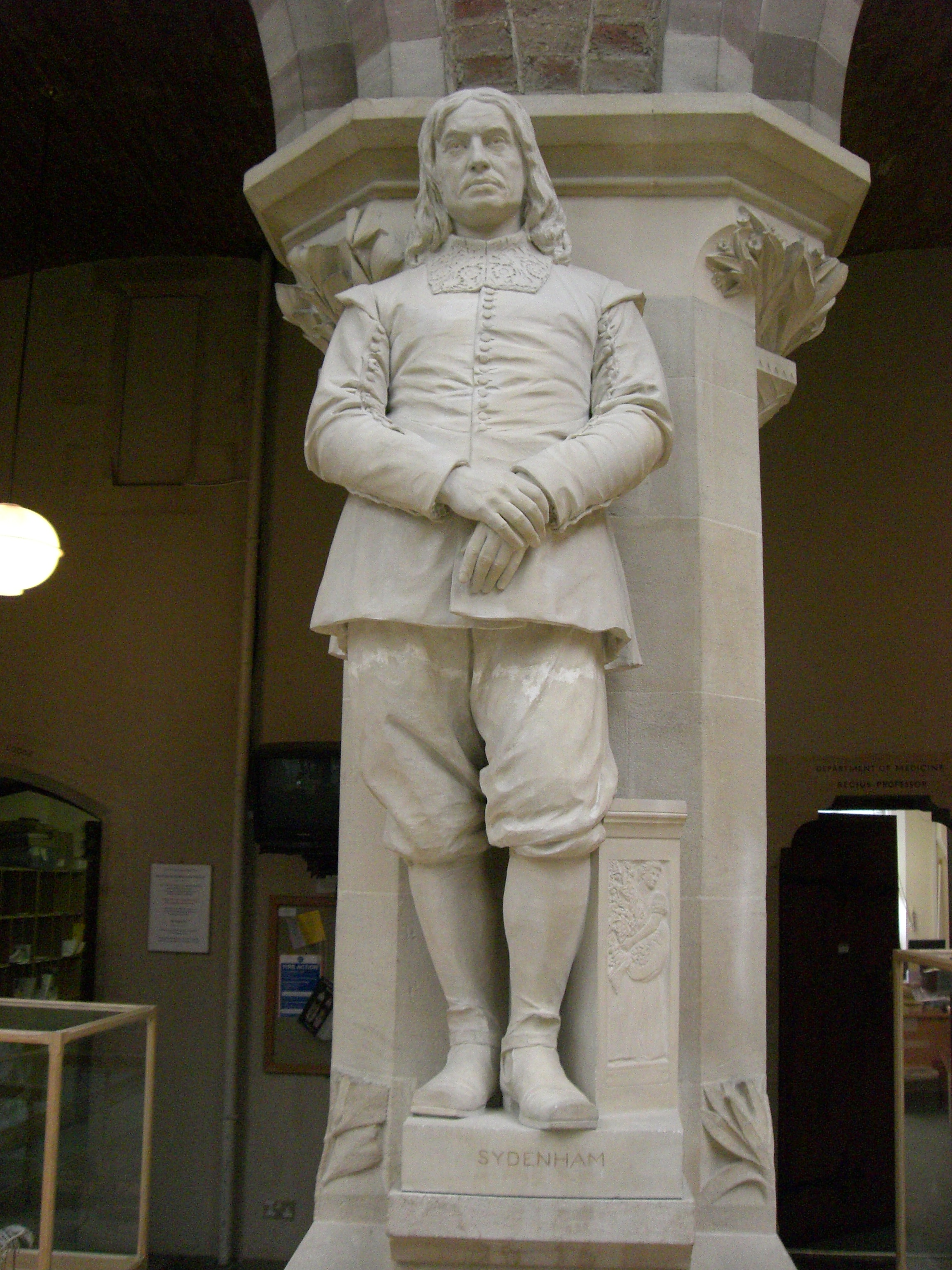
Statue de Thomas Sydenham au "Museum of Natural History" de l'Université d'Oxford.

Bien que Sydenham ait été un praticien renommé qui a vu, en plus des réimpressions étrangères, de nombreuses rééditions de ses différents traités publiés de son vivant, sa renommée comme père de la médecine anglaise, ou l'Hippocrate  anglais, a été largement posthume. Pendant longtemps il n’a connu qu’un vague succès d’estime pour son traitement de la variole, pour son Laudanum (la première forme de teinture d’Opium), et pour sa promotion de l'utilisation de l’écorce péruvienne dans la fièvre quarte --- en d'autres termes, l'utilisation de la Quinine contenue dans l’écorce de  Cinchona  pour le traitement du Paludisme  dû au  Plasmodium malariae. Cependant, certains de ses contemporains comprenaient la portée de l’œuvre de Sydenham dans de grandes questions plus importantes que le détail des traitements et les notions de pharmacie, au premier rang d'entre eux se trouvait le talentueux Richard Morton.
Mais l'attitude de la médecine académique de l’époque est sans doute bien traduite par l'usage que fait Martin Lister  du terme sectateurs pour désigner les admirateurs de Sydenham à une époque (1694) où leur modèle était mort depuis cinq ans. S'il avait persisté un seul doute sur le fait que ses opposants n’avaient d’autres motivations que des raisons politiques, il aurait été effacé par le témoignage du Dr Andrew Brown, qui est venu d’Écosse pour enquêter sur la pratique de Sydenham et a incidemment révélé quelles étaient ses pensées à l'époque, dans son annexe juridique à la  New Cure of Fevers (le nouveau traitement des fièvres). Dans les allocutions prononcées au Collège des médecins, Sydenham est mentionné pour la première fois dans le discours du Dr John Arbuthnot  (1727), qui le gratifie du titre d’aemulus Hippocratis (rival d'Hippocrate). Herman Boerhaave, un professeur de Leyde, avait coutume de parler de lui dans sa classe (où il y avait toujours des élèves d'Angleterre et d'Écosse) et le désignait par la formule suivante Angliae lumen, artis Phoebum, veram Hippocratici yin speciem (La lumière de l'Angleterre, La compétence d'Apollon, la vérité d'Hippocrate, et le visage de {?}). Von Hailer a également considéré que le nom de Sydenham avait marqué une étape dans le cours du progrès de la médecine. Il est en effet célèbre car il a inauguré une nouvelle méthode et une pratique meilleure du point de vue éthique, dont la valeur et l'influence n’est devenue évidente (sauf pour ceux qui étaient sur la même ligne que lui, comme Morton) que de nombreuses années plus tard. Il reste à examiner brièvement quelles étaient ces innovations.
D'abord et avant tout, il donnait toujours le meilleur de lui-même à ses patients, et faisait état aussi peu que possible des mystères et des dogmes traditionnels de son art. Tous les récits qui le concernent sont caractéristiques. Appelé au chevet d’un malade affaibli par son traitement et le trouvant en piteux état et au bord de la crise d’hystérie, il comprend que son état est occasionné en partie par sa longue maladie, en partie par les purges qui lui ont été administrées et en partie par la diète. Je lui ordonne donc un poulet rôti et une pinte de bière. Un gentilhomme de rencontre atteint d’hypocondrie  s’est longtemps entendu dire par Sydenham qu'il ne pouvait rien pour lui, mais qu'il y avait à Inverness un certain Dr Robertson qui avait une grande compétence pour les cas semblables. Le patient a fait le voyage d’Inverness plein d'espoir et, ne trouvant aucun médecin portant ce nom, est revenu à Londres plein de rage, mais guéri de sa maladie imaginaire.
Un autre exemple est ce fameux conseil à Richard Blackmore. Lorsque Blackmore se mit à l'étude la physique, il demanda au Dr Sydenham quels auteurs il devrait lire, et fut orienté par le médecin vers Don Quichotte  qui, lui dit-il, était un très bon livre. Je le relis encore. Il y a des cas, nous dit-il, dans ma pratique,  où j'ai risqué la sécurité de mes patients et ma propre réputation plus sûrement qu’en ne faisant rien du tout.

### Nosologie

Opera medica

C'est dans le traitement de la variole que ses surprenantes innovations prirent une direction dont il n’allait plus dévier. Ce serait une erreur, toutefois, de supposer que Sydenham n’a fait aucune prescription d’après la mode du temps, ou alors il aurait été entièrement exempt de tout parti pris théorique. Des doctrines sur la maladie, il en avait, comme tout praticien doit en avoir, mais il était trop sensible à la multiplicité des faits nouveaux et à l'infinie variété des constitutions pour viser à la perfection dans son point de vue théorique ou à la cohérence entre sa pratique et ses doctrines et le traitement qu’il prescrivait était celui qu’il avait considéré comme étant la meilleure réponse, à ses yeux, qu’elle relevât ou non de secundum Artem (compétences secondaires).
Son idée fondamentale était de prendre les maladies comme elles se présentaient dans la nature et d’établir un tableau complet (Krankheitsbild des Allemands) des signes objectifs de chacune d’entre elles. La plupart des maladies, insistait-il, se présentent sous une forme précise, comparable aux types des espèces animales et végétales. La concordance avec une typologie de symptômes et le cours évolutif d'une maladie donnée est due à l'unicité de la cause d’une maladie. Les causes sur lesquelles il a insisté sont les causes importantes et les causes conjointes ou, en d'autres termes, les phénomènes morbides ; il estimait qu’il était vain de rechercher la cause première.
Il considère les maladies aiguës, telles que les fièvres et les inflammations comme un effort salutaire ou une réaction de l'organisme pour répondre aux coups préjudiciables à l’organisme ou aux influences de l'extérieur, en cela, il suivait de près l'enseignement d'Hippocrate ainsi que la pratique de ce dernier qui consistait à observer l’évolution et à aider la nature à surmonter les crises. Les maladies chroniques, d'autre part, étaient pour lui consécutives à une dégradation de l’équilibre entre les humeurs, due dans la plupart des cas à des erreurs dans l'alimentation et dans les habitudes de vie, dont nous étions tous directement responsables. D'où sa célèbre maxime :  acutos dico, qui ut plurimum Deum habent authorem, sicut chronici ipsos nos  (Je nomme les choses maléfiques qui dans la plupart des cas relèvent du pouvoir de Dieu, tout comme les maladies chroniques relèvent de nous-mêmes).
La méthode nosologique de Sydenham ressemble pour l’essentiel à la méthode moderne, si l’on excepte une partie anatomie morbide qu'il recherchait systématiquement et qui n’a été introduite pour la première fois dans l'histoire naturelle de la maladie que par Jean-Baptiste Morgagni, près d'un siècle plus tard. Dans les deux parties de la nosologie, celle qui concerne les maladies aiguës et celle correspondant aux maladies chroniques, Sydenham a largement contribué à l'histoire naturelle par la précision de sa propre observation et la comparaison philosophique de cas à cas et de type à type.[pas clair] Les Observationes medicae et le premier Epistola responsoria contenaient des preuves rassemblées dans une étude approfondie de différentes fièvres, des fluxions et d’autres maladies aiguës à Londres sur plusieurs années, les différences d'année en année et de saison en saison, avec des références aux conditions atmosphériques correspondantes, l’ensemble des observations servant à illustrer la doctrine de la constitution d'une épidémie pour chaque année ou chaque saison, qu'il considérait comme étant souvent sous la dépendance d’insondables causes telluriques. Le type de maladie aiguë variait, selon ce qu’il avait trouvé, suivant l'année et la saison, et le bon traitement ne pouvait être déterminé tant que le type n’était pas connu.
Il n’avait plus rien existé de semblable dans la littérature médicale depuis le traité d'Hippocrate et il y avait là probablement quelques germes de vérité non encore développés, bien que la science moderne de l'épidémiologie ait mis en place tout un ensemble de nouvelles considérations. Parmi les autres choses qu'on attribue à Sydenham, le mérite du premier diagnostic de scarlatine, et avec sa définition moderne, celui de la chorée. Après la variole, les maladies auxquelles il se réfère le plus sont l’hystérie et la goutte, sa description de cette dernière affection (à partir des symptômes observés sur sa propre personne) étant devenue un des morceaux classiques de la littérature médicale. Pour expliquer les délires physiques de l'hystérie, il abandonne la théorie utérine qui prévalait jusque là au profit d'une théorie cérébrale.
Bien que la méthode d’histoire naturelle de Sydenham ait sans doute été la principale raison de sa grande notoriété posthume, il ne saurait être question qu'une autre raison de l'admiration de la postérité soit celle qui est indiquée par R.G. Latham, quand il dit: Je crois que l'élément moral d'un esprit libéral et sincère va de pair avec les qualités intellectuelles d'observation, d'analyse et de comparaison. "

## Mort
On ne connaît pratiquement rien de la vie personnelle de Sydenham à Londres. Il est mort à Londres, et a été enterré à l'église St James de Piccadilly , où une plaque commémorative a été posée par le Collège des médecins en 1810.

## Éponymie
Son nom reste attaché :
- à la chorée essentielle : maladie (ou chorée) de Sydenham
- au laudanum de Sydenham[2], une potion analgésique à base d'opium

Formule du Laudanum de Sydenham, in codex medicamentarius 1884 - pharmacie galénique :
- opium officinal divisé : 200 g ;
- safran incisé : 100 g ;
- cannelle de Ceylan concassée : 15 g ;
- girofles concassés : 15 g ;
- vin de grenache : 1 600 g.
Faire macérer, en vase clos, pendant 15 jours, en agitant de temps en temps. Passer, exprimer fortement, filtrer.
Ces quantités donnent environ 1 500 g de produit ; la densité du liquide peut varier de 1050 à 1070.

## Œuvres et publications
De nombreuses éditions de l’ensemble de ses œuvres ont été publiées, ainsi que des traductions en anglais, allemand, français et italien. Le texte latin du Dr. W.A. Greenhill (Londres, 1844, Syd. Soc.) est un modèle d'édition et d'indexation. Le résumé le plus intéressant de sa doctrine et de sa pratique par l'auteur lui-même figure dans l'introduction à la 3e édition d’Observationes medicae (1676).

### Articles
- (en) « Thomas Sydenham », dans Encyclopædia Britannica [détail de l’édition], 1911 (lire sur Wikisource).
- Cain A J, « Thomas Sydenham, John Ray, and some contemporaries on species », Archives of natural history, vol. 26, no 1,‎ 1999 feb, p. 55–83 (PMID 11623882)
- Carling P C, « Sir Thomas Sydenham revisited », Clin. Infect. Dis., vol. 32, no 10,‎ 2001 may, p. 1519 (PMID 10987714, DOI 10.1086/320174)
- Shua-Haim J R, Ross J S, « Geriatrics Photo quiz. Thomas Sydenham and influenza », Geriatrics, vol. 54, no 12,‎ 1999 dec, p. 19, 64 (PMID 10605431)
- Low G, « Thomas Sydenham: The English Hippocrates », The Australian and New Zealand journal of surgery, vol. 69, no 4,‎ 1999 apr, p. 258–62 (PMID 10327115, DOI 10.1046/j.1440-1622.1999.01557.x)
- Haas L F, « Thomas Sydenham (1624-89) », J. Neurol. Neurosurg. Psychiatr., vol. 61, no 5,‎ 1996 nov, p. 465 (PMID 8937339)
- Koutouvidis Nn, Marketos S G, « The contribution of Thomas Sydenham (1624-1689) to the evolution of psychiatry », History of psychiatry, vol. 6, no 24 Pt 4,‎ 1995 dec, p. 513–20 (PMID 11609008, DOI 10.1177/0957154X9500602408)
- Pearce J M, « Thomas Sydenham and Richard Bright on chorea », J. Neurol. Neurosurg. Psychiatr., vol. 58, no 3,‎ 1995 mar, p. 319 (PMID 7897413)
- Pearce J M, « Thomas Sydenham "The British Hippocrates" », J. Neurol. Neurosurg. Psychiatr., vol. 58, no 3,‎ 1995 mar, p. 292 (PMID 7897408)
- Bloch H, « Thomas Sydenham, MD (1624-1689): the father of clinical observation », The Journal of family practice, vol. 38, no 1,‎ 1994 jan, p. 80–1 (PMID 8289057)
- Leonard A, « The theories of Thomas Sydenham (1624-1689) », Journal of the Royal College of Physicians of London, vol. 24, no 2,‎ 1990 apr, p. 141–3 (PMID 2191117)
- Aksamentov G V, « [Thomas Sydenham (on the 300-th anniversary of his death)] », Klinicheskaia meditsina, vol. 67, no 11,‎ 1989 nov, p. 151–4 (PMID 2696835)
- Sloan A W, « Thomas Sydenham, 1624-1689 », S. Afr. Med. J., vol. 72, no 4,‎ 1987 aug, p. 275–8 (PMID 3303370)
- Bendiner E, « Thomas Sydenham: 'The English Hippocrates' », Hosp. Pract. (Off. Ed.), vol. 21, no 7,‎ 1986 jul, p. 183–9, 193–7, 201–13 (PMID 3088011)
- Day R A, « Thomas Sydenham (1624-1689) », Friends of the P.I. Nixon Medical Historical Library, vol. 6,‎ 1977 oct, p. 3–8 (PMID 11634978)
- Lyons J B, « Pioneers in medicine: Thomas Sydenham; 1624-1689 », Nursing mirror and midwives journal, vol. 141, no 19,‎ 1975 nov, p. 76 (PMID 1105458)
- King L S, « Empiricism and rationalism in the works of Thomas Sydenham », Bulletin of the history of medicine, vol. 44, no 1,‎ janvier-février 1970, p. 1–11 (PMID 4909172)
- Wohlfarth P, « [Thomas Sydenham (1624-1689)] », Deutsches medizinisches Journal, vol. 19, no 2,‎ 1968 jan, p. 63–5 (PMID 4887940)
- Welfling J, « [3 great English physicians. I. Thomas Sydenham (1624-1689)] », La Presse médicale, vol. 74, no 28,‎ 1966 jun, p. 1502–3 (PMID 5328394)
- Person S A, « [Thomas Sydenham--the founder of clinical medicine (275th anniversary of his death)] », Klinicheskaia meditsina, vol. 43, no 11,‎ 1965 nov, p. 139–44 (PMID 5334859)
- Cope Z, « Thomas Sydenham; 1624-1689 », The Central African journal of medicine, vol. 4, no 11,‎ 1958 nov, p. 492–4 (PMID 13608502)
- Schneck J M, « Thomas Sydenham and psychological medicine », The American journal of psychiatry, vol. 113, no 11,‎ 1957 may, p. 1034–6 (PMID 13411289)
- Carter J S, « Thomas Sydenham », Scottish medical journal, vol. 1, no 12,‎ 1956 dec, p. 401–4 (PMID 13390992)
- Hirschfeld K, « Thomas Sydenham: the father of English medicine », Med. J. Aust., vol. 43, no 7,‎ 1956 feb, p. 265–76 (PMID 13308549)
- Steward J S, « A claim to fame: Thomas Sydenham », Postgraduate medical journal, vol. 29, no 335,‎ 1953 sep, p. 465–7 (PMID 13088511)
- K. Dewhurst, Dr Thomas Sydenham (1624-1689): his life and original writings, Berkeley-Los Angeles, University of California Press, 1966.
- L.S. King, Sydenham, in Id., The Road to Medical Enlightenment 1650-1695, London-New York, MacDonald and American Elsevier, 1970, pp. 113-138.
- Kushner HI, Cortes D.: Sydenham’s chorea. In: Koehler PJ, Bruyn GW, Pearce JMS, eds. Neurological Eponyms. Oxford – New York, Oxford University Press 2000
- M. Simonazzi, Thomas Sydenham e l'osservazione clinica, in Id. La malattia inglese. La melanconia nella tradizione filosofica e medica dell'Inghilterra moderna, Bologna, Il Mulino, 2004, pp. 253-292.